# Szilbereky Jenő (jogász)
Szilbereky Jenő (Lugos, 1917. július 7. – Budapest, 2012. december 27.) magyar jogász, a Legfelsőbb Bíróság elnöke, címzetes egyetemi tanár; igazságügyi miniszterhelyettes majd államtitkár, az állam- és jogtudomány doktora (1973), a Magyar Iparjogvédelmi Egyesület elnöke (1969 és 1980 között). Szilbereky Jenő vegyész édesapja.

## Életpályája
1939-ben Szegeden a Ferenc József Tudományegyetem jogtudományi karán szerzett doktori oklevelet. 1947-ben tett bírói-ügyvédi szakvizsgát. 1941-ig a tiszafüredi járásbíróság joggyakornoka, majd 1948-ig a szegedi járásbíróság fogalmazója, 1948–1950-ben szegedi járásbíró volt.1950-től az Igazságügyi Minisztérium főelőadója, 1953-tól a Legfőbb Ügyészség csoportvezető-, majd főosztályvezető-helyettes ügyésze volt. Az 1956-os forradalom alatt Szilbereky Jenőt beválasztották az ügyészség forradalmi bizottmányába, azonban ott tevékenységet nem fejtett ki. 1962-től igazságügyi miniszterhelyettesként, majd 1978 és 1980 között igazságügyi államtitkárként dolgozott. 1980. július 1-jén lett a Legfelsőbb Bíróság elnöke. 1990-ben vonult nyugállományba.

### Tanári pályája
1952-től tanított a József Attila Tudományegyetem Állam- és Jogtudományi Karán Szegeden; 1969–1977 között egyetemi tanár volt.

## Kutatási területe
Elsősorban a polgári eljárásjoggal foglalkozott.

## Tudományos fokozatai
- 1960: jogi kandidátus
- 1973: az állam- és jogtudományok doktora

## Társadalmi szerepvállalása
1969 és 1990 között ó volt a Magyar Iparjogvédelmi Egyesület elnöke.

## Főbb művei
- Az ügyész a polgári eljárásban (1961)
- Polgári eljárásjog (tankönyv, Névai Lászlóval; 1968; 1980)
- Társadalmi fejlődés és a polgári eljárás (1973)
- A polgári eljárás funkciója és hatékonysága (1977)

## Díjai, elismerései
- Szocialista Munkáért Érdemérem (1953)
- Ügyészség Kiváló Dolgozója (1961)